# Пуерто де Санта Марија
Пуерто де Санта Марија (шп. El Puerto de Santa María) град је у Шпанији у аутономној заједници Андалузија у покрајини Кадиз. Према процени из 2008. у граду је живело 86.288 становника.

## Становништво
Према процени, у граду је 2008. живело 86.288 становника.
| 1981.  | 1991.  | 2001.  |
| ------ | ------ | ------ |
| 57.437 | 65.517 | 76.236 |

## Партнерски градови
- Корал Гејблс
- Santoña
- Calp
- Ермуполи
- La Agüera
- Texcoco de Mora